# Baumwollfaser
Die Baumwollfaser ist eine Naturfaser, die aus den Samenhaaren der Pflanzen der Gattung Baumwolle (Gossypium) gewonnen wird. In der Systematik der Naturfasern gehört die Baumwolle daher zu den Samenfasern. Der Samen der Baumwolle bildet als Verlängerung seiner Epidermis längere Haare, die als Lint bezeichnet werden, und drei bis fünf Tage nach der Blüte sehr kurze Haare, die Linters genannt werden. Nur die langen Fasern werden, meist zu dünnen Fäden gesponnen, für Textilien verwendet, während sich die Linters nur für Celluloseprodukte, wie etwa Banknotenpapier, eignen.

## Entwicklung und Aufbau
Die Baumwollfaser besteht aus einer einzigen Zelle, deren Primärwand zunächst aus dem Samen der Baumwolle bis zur endgültigen Ausdehnung der Faser herauswächst. Diese wird dann von einer Sekundärwand gefüllt. An diese schließt sich eine Tertiärwand an und schließlich ein Hohlraum, das Lumen. Im Zellplasma wird in einem enzymatischen Komplex Cellulose durch die Aneinanderkettung von Glucose synthetisiert. Etwa 40–100 Cellulosemoleküle verbinden sich zu Elementarfibrillen. In diesen liegt die Cellulose in hochgeordneten Kristallgittern vor. Mehrere Elementarfibrillen, auch Micellen genannt, verbinden sich zu Mikrofibrillen und diese wiederum zu Makrofibrillen.
Der Aufbau der Primär-, Sekundär- und Tertiärwand unterscheidet sich stark. In der Sekundärwand ist der Cellulosegehalt am höchsten, während sich in der Primärwand, die wenige Zehntel Mikrometer dick ist, nur etwa 5 % des gesamten Cellulosegehaltes der Faser befinden. Sie besteht neben Cellulose hauptsächlich aus Pektinen und Wachsen. In der Tertiärwand befindet sich wenig Cellulose und viele Verunreinigungen. Sie erfüllt praktisch die Funktion eines „Filters“ der Faser.
Die chemische Zusammensetzung der Primärwand, der gesamten Faser sowie vorkommender Verunreinigungen wie pflanzliche Begleitstoffe, vor allem Samenschalen, zeigt die Tabelle.
| Komponente          | Baumwollfaser (%) | Primärwand (%) | Pflanzliche Begleitstoffe (%) |
| ------------------- | ----------------- | -------------- | ----------------------------- |
| Cellulose           | 88–96             | 52             | 23–28                         |
| Pektine / Pektinate | –                 | 12             | –                             |
| Pentosane           | –                 | –              | 5–10                          |
| Lignin              | –                 | –              | 22–26                         |
| Wachs               | 0,4–1,0           | 7              | 5–7                           |
| Asche               | 0,7–1,6           | 14             | 2,6–2,8                       |
| Proteine            | 1–2               | 12             | 2–4                           |
| Calcium             | 0,1               | –              | 3,7                           |
| Magnesium           | 0,07              | –              | 0,7                           |

Auch die Anordnung der Fibrillen in den drei Wänden ist sehr verschieden. Während die Fibrillenstränge in der Primärwand sehr irregulär angeordnet vorliegen, sind diese in der Sekundärwand verkreuzt in einer Art Helixstruktur und in der Tertiärwand streng parallel zur Faserachse angeordnet.

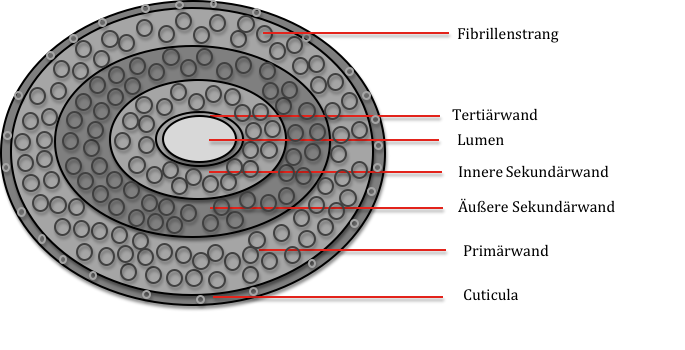
Schematischer Querschnitt durch eine Baumwollfaser

Nebenstehende Abbildung zeigt einen schematischen Querschnitt durch eine Baumwollfaser. Die Oberflächenstruktur der Baumwollfasern ist flach, verdreht und schleifenähnlich. Die Farbe der Fasern variiert von cremig-weiß bis zu schmutzig-grau, abhängig vom Herstellungs- bzw. Aufbereitungsprozess.
Im Gegensatz zu vielen anderen Naturfasern besitzt Baumwolle nur äußerst geringe Lignin- oder Pektinbestandteile, und nur eine sehr geringe Menge an Hemicellulose von etwa 5,7 %. Somit besteht die Baumwollfaser, neben der Wachsschicht der Cuticula, fast ausschließlich aus hochkristalliner Cellulose.

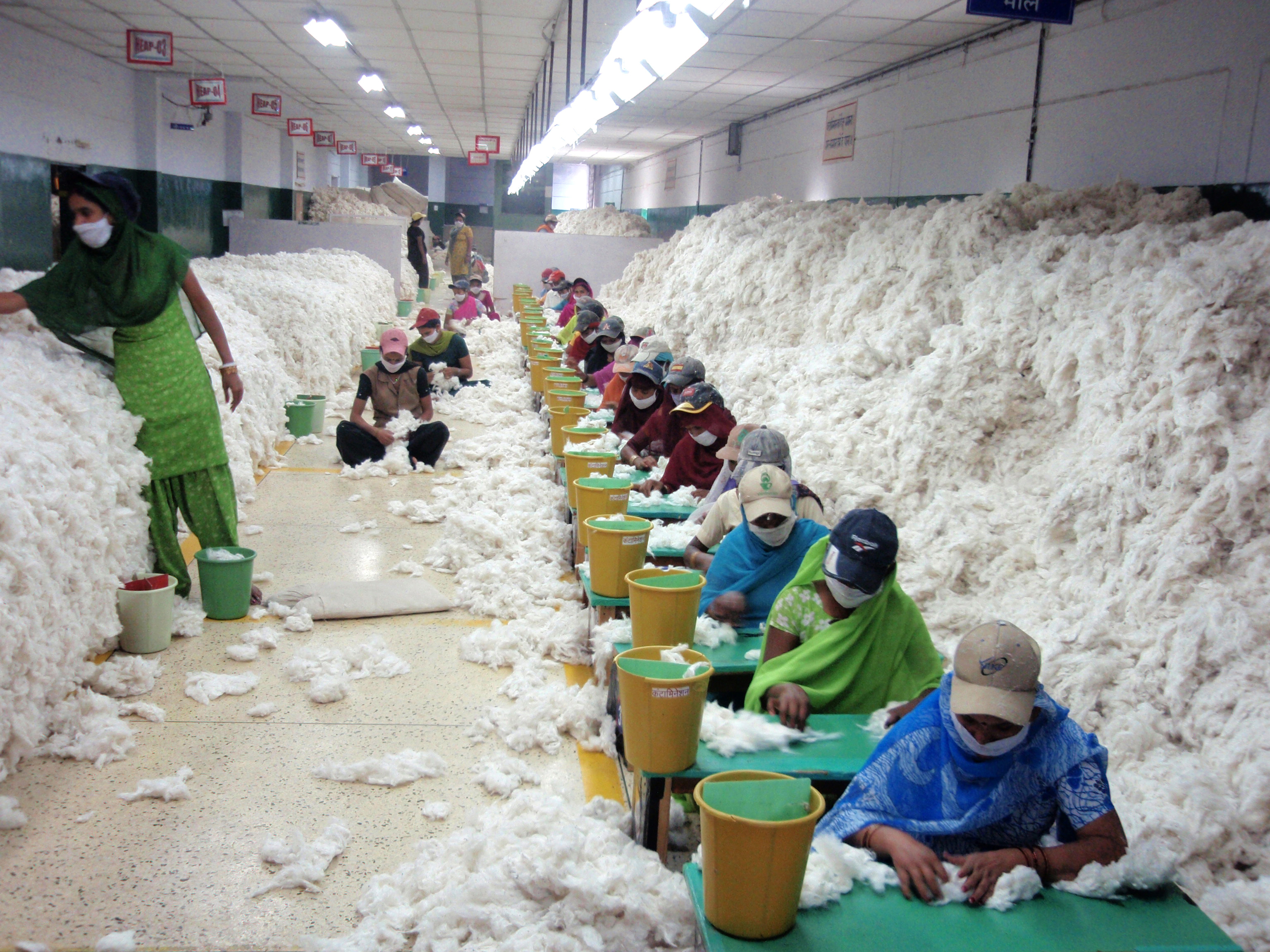
Manuelle Reinigung von Baumwolle vor dem Spinnen in Indien (2010)

## Verarbeitung
Bei der Aufarbeitung der Baumwolle gehen nur rund 10 % des Rohgewichtes verloren. Wenn die Wachs-, Eiweiß- und weiteren Pflanzenreste entfernt sind, bleibt ein natürliches Polymer aus Cellulose zurück. Die besondere Anordnung der Cellulose gibt der Baumwolle eine hohe Reißfestigkeit. Jede Faser besteht aus 20–30 Lagen Cellulose in einer gedrehten Struktur. Wenn der Baumwollball – der Fruchtstand der Baumwollpflanze – geöffnet wird, trocknen die Fasern und verhaken sich untereinander. Diese Form wird für das Spinnen zu einem sehr feinen Garn verwendet.

## Eigenschaften
Die Feuchtigkeitsaufnahme von Baumwolle bei Normalklima (65 % relative Luftfeuchtigkeit) beträgt bis 11 %, bei hoher Luftfeuchtigkeit (90 % relative Luftfeuchtigkeit) sogar bis zu 21 %. Sie besitzt eine hohe Quell- und Saugfähigkeit, ist aber in Wasser unlöslich. Fertigartikel aus Baumwolle können bis zu 32 % ihres eigenen Gewichts an Feuchtigkeit aufnehmen, ohne zu tropfen. Die hohe Feuchtigkeitsaufnahme ist auch die Ursache für die hohe Farbaffinität; die Farbstoffe können tief in die Faser eindringen und sie ganz durchfärben. Sind allerdings Gewebe aus Baumwolle einmal nass geworden, trocknen sie nur langsam. Da die Nassfestigkeit von Baumwollartikeln bei 100 bis 113 % der Trockenfestigkeit liegt, sind sie gut waschbar und zu kochen. Waschmittel, auch Vollwaschmittel, verträgt Baumwolle sehr gut; weiß kann sie bis 95 °C, bunt bis 60 °C gewaschen werden.
Baumwollstoffe gelten als sehr hautfreundlich (sie „kratzen“ nicht) und haben ein sehr geringes Allergiepotential. Diese Eigenschaften machen sie für die Textilindustrie interessant.
Die geringe Elastizität und Dehnung führt zu einer sehr hohen Knitterbildung sowie sehr geringer Formbarkeit und Formbeständigkeit.
Die Baumwollfasern sind laugenbeständig aber nicht säurebeständig. Sie sind anfällig für den Befall durch Mikroorganismen, aber die Widerstandsfähigkeit gegenüber Motten und anderen Insekten ist recht hoch. Sie sind leicht entflammbar.